# Hindsia longiflora
Hindsia longiflora là một loài thực vật có hoa trong họ Thiến thảo. Loài này được (Cham.) Benth. ex Lindl. mô tả khoa học đầu tiên năm 1844.